# Gare de Kōnan-Yamate
La gare de Kōnan-Yamate (甲南山手駅, Kōnan-Yamate-eki) est une gare ferroviaire japonaise localisée dans la ville de Kobe, dans la préfecture de Hyōgo. Elle est exploitée par la compagnie JR West, sur la Ligne principale Tōkaidō (ligne JR Kobe). L’utilisation de la carte ICOCA y est valable.

## Disposition des quais
La gare de Kōnan-Yamate dispose d'un quai et de deux voies.
| N° de voie | Ligne    | Direction             |
| ---------- | -------- | --------------------- |
| 1          | ▆JR Kôbe | Amagasaki/Ôsaka/Kyôto |
| 2          | ▆JR Kôbe | Himeji/Sannomiya      |

## Gares/Stations adjacentes
| JR West         |                               |                               |                               |                 |
| Direction Kôbe  | Ligne Tōkaidō (Ligne JR Kôbe) | Ligne Tōkaidō (Ligne JR Kôbe) | Ligne Tōkaidō (Ligne JR Kôbe) | Direction Ôsaka |
| Pas de service  |                               | Special Rapid Service 新快速  |                               | Pas de service  |
| Pas de service  |                               | Rapid Service 快速            |                               | Pas de service  |
| Settsu-Motoyama |                               | Local 普通                    |                               | Ashiya          |